# 31 d'Orió
31 d'Orió (31 Orionis) és un estel a la constel·lació d'Orió de magnitud aparent +4,71. S'hi troba a 508 anys llum del sistema solar.
31 d'Orió és una gegant taronja de tipus espectral K5III. Té una temperatura efectiva de 3.930 K i llueix amb una lluminositat bolomètrica —que inclou la radiació infraroja emesa— 809 vegades major que la lluminositat solar. De gran grandària, el seu radi és 58 vegades més gran que el del Sol, cosa que correspon al 70% de l'òrbita de Mercuri. La seva massa és 3,5 vegades major que la massa solar i té una edat estimada de 280 milions d'anys. Va acabar la fusió del seu hidrogen intern fa uns 30 milions d'anys i en l'actualitat fusiona heli. La seva abundància relativa de ferro ([Fe/H] = -0,30) és la meitat que la del Sol. En el passat hom va pensar que era un estel variable —per això rep la denominació errònia de CI d'Orió—, però avui la seva variabilitat sembla descartada.
31 d'Orió té una companya visual separada d'ella 12,7 segons d'arc. Encara que pràcticament no s'ha observat moviment orbital, ambdues estrelles s'han mogut de manera conjunta per l'espai durant 175 anys, cosa per la qual hom pensa que constitueixen un sistema binari. A partir de la seva lluentor, es pot deduir que l'acompanyant és una estrella blanca de la seqüència principal de tipus A8. La separació angular entre ambdues estrelles es tradueix en una separació real d'almenys 2.000 ua, dada que implica un període orbital de més de 40.000 anys.